# (4379) Snelling
(4379) Snelling es un asteroide perteneciente al cinturón de asteroides, descubierto el 13 de agosto de 1988 por Carolyn Shoemaker y por su esposo que también era astrónomo Eugene Shoemaker desde el Observatorio del Monte Palomar, Estados Unidos.

## Designación y nombre
Designado provisionalmente como 1988 PT1. Fue nombrado Snelling en homenaje a “Reginald” y “Heather Snelling” amigos de los descubridores y propietarios de los terrenos donde hacían sus descubrimientos.

## Características orbitales
Snelling está situado a una distancia media del Sol de 3,162 ua, pudiendo alejarse hasta 3,552 ua y acercarse hasta 2,773 ua. Su excentricidad es 0,123 y la inclinación orbital 21,65 grados. Emplea 2054 días en completar una órbita alrededor del Sol.

## Características físicas
La magnitud absoluta de Snelling es 11,8. Tiene 20,107 km de diámetro y su albedo se estima en 0,063.